# Алісія Кауттс
Алісія Кауттс  (англ. Alicia Coutts, 14 вересня 1987) — австралійська плавчиня, олімпійська чемпіонка.

## Виступи на Олімпіадах
| Олімпіада   | Дисципліна                        | Місце |
| ----------- | --------------------------------- | ----- |
| Пекін 2008  | 200 метрів, комплексне плавання   | 5     |
| Лондон 2012 | естафета 4 × 100 вільним стилем   | 1     |
| Лондон 2012 | естафета 4 × 200 вільним стилем   | 2     |
| Лондон 2012 | плавання на 100 метрів, батерфляй | 3     |
| Лондон 2012 | 200 метрів, комплексне плавання   | 2     |
| Лондон 2012 | комплексна естафета 4 × 100       | 2     |